# Pointe Isère
Pointe Isère är en udde i Franska Guyana (Frankrike). Den ligger i den nordvästra delen av landet, 200 km nordväst om huvudstaden Cayenne.
Terrängen inåt land är mycket platt. Havet är nära Pointe Isère norrut.  Trakten runt Pointe Isère är nära nog obefolkad, med mindre än två invånare per kvadratkilometer. Närmaste större samhälle är Mana, 16,4 km sydost om Pointe Isère. I omgivningarna runt Pointe Isère växer i huvudsak städsegrön lövskog.